# Fucile anti-materiale

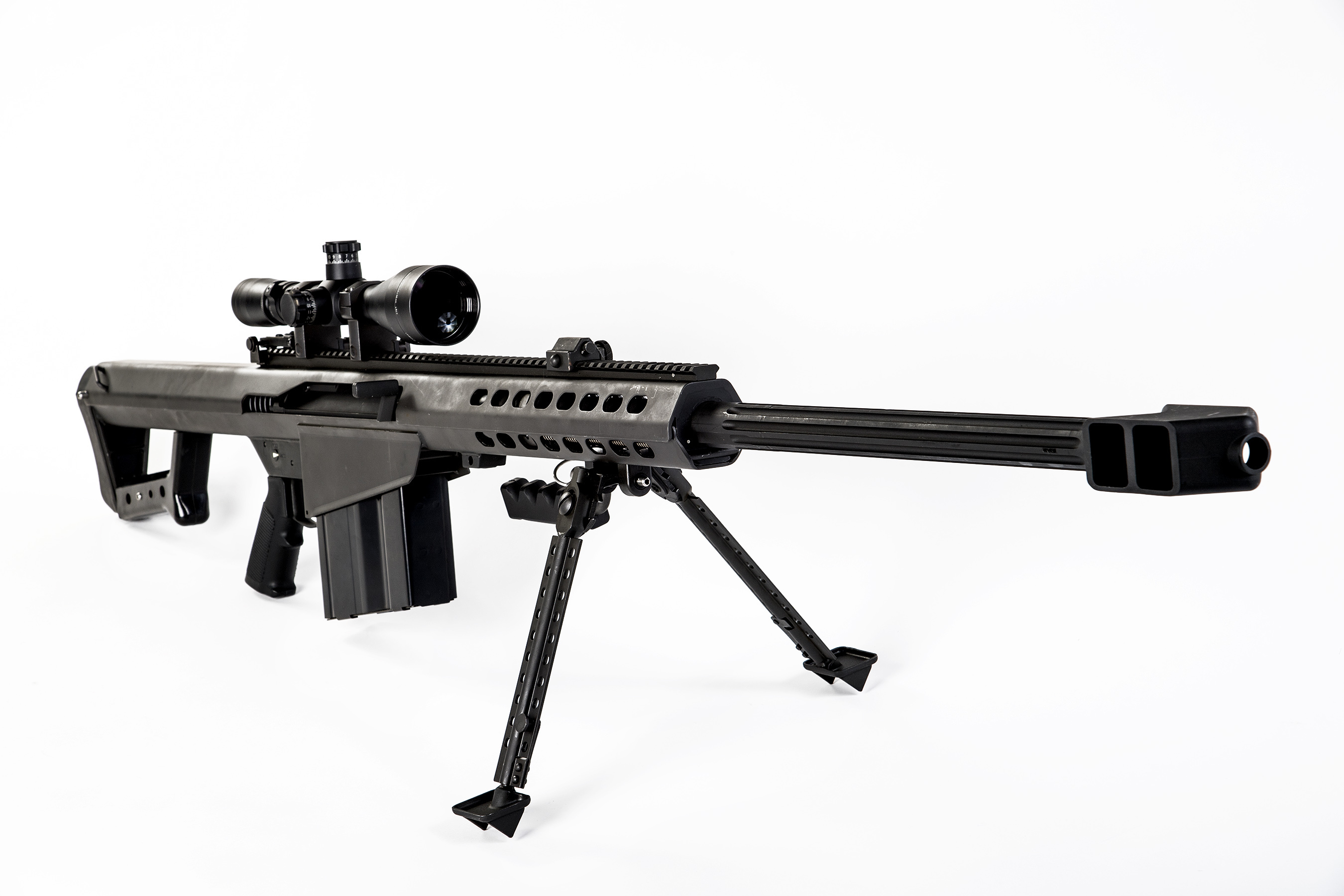
Barrett M107 calibro .50 BMG

Un fucile antimateriale (in inglese anti-materiel rifle) è un tipo di fucile progettato per arrecare danno specificamente all'equipaggiamento militare nemico, più che ai combattenti nemici stessi.
L'uso di questi fucili è chiamato Hard Target Interdiction (HTI), dalle forze armate degli Stati Uniti.
I fucili antimateriale sono simili in forma e aspetto ai moderni fucili di precisione, e possono essere usati in quel ruolo, anche se usano cartucce più potenti. Di solito sono incamerate in calibri quale il 12,7 × 99 mm NATO (.50 BMG), 12,7 × 108 mm russo, 14,5 × 114 mm russo e vari 20 mm. Le cartucce di queste dimensioni, oltre a dare la necessaria potenza e gittata, sono anche utili per dotare il proiettile di varie testate, per esempio renderle esplosive, perforanti, incendiarie o una combinazione di queste, ad esempio nel proiettile Raufoss Mk 211.
A causa del notevole peso e ingombro del fucile antimateriale e del suo equipaggiamento associato, è necessario che i tiratori scelti agiscano in squadre di 2, 3 o più persone. Il rinculo generato dai colpi rende necessario sparare da posizione prona. Per usarli il più efficientemente possibile, sono dotati di bipiede o monopiede e di freno di bocca.
Le origini di queste armi data alla prima guerra mondiale, durante la quale furono impiegati i primi fucili anticarro. Anche se i carri armati e altri veicoli corazzati sono ormai imperforabili da questo tipo di armi, i fucili antimateriale rimangono efficaci contro veicoli poco corazzati. Possono essere usati contro velivoli stazionari, piccole navi, attrezzatura da comunicazione, radar, armi operate da equipaggi e bersagli simili. Il valore di queste armi sta nel poter colpire e distruggere con precisione equipaggiamento nemico a distanza a un costo relativamente basso.
Possono anche essere usati in un ruolo non offensivo per distruggere in sicurezza esplosivi.

## Progettazione e utilizzo
I fucili antimateriale sono progettati per funzionare in condizioni operative estreme, come deserti, climi artici e giungle umide. Grazie alla loro costruzione robusta e alla qualità dei materiali, questi fucili offrono elevate prestazioni in ambienti difficili.
Per migliorare l'efficienza e la precisione del tiro, molti fucili antimateriale sono dotati di sistemi di riduzione del rinculo, come freni di bocca avanzati o sistemi idraulici. Questi dispositivi riducono l'impatto del rinculo sul tiratore, consentendo una maggiore stabilità e un rapido riallineamento sul bersaglio.
Inoltre, i fucili antimateriale sono spesso equipaggiati con accessori specifici, come ottiche per visione notturna, sistemi di puntamento laser e mirini balistici digitali. Questi strumenti aumentano la capacità di colpire bersagli a lunga distanza in condizioni di scarsa visibilità.

## Applicazioni moderne
Oltre agli utilizzi militari tradizionali, i fucili antimateriale trovano impiego anche in operazioni di demolizione controllata. Possono essere utilizzati per neutralizzare esplosivi a distanza, riducendo i rischi per gli operatori.
Queste armi vengono inoltre impiegate per la difesa contro droni o altri veicoli aerei non convenzionali, grazie alla loro capacità di colpire con precisione oggetti in movimento a grande distanza.